# Urumarja
Urumarja – wieś w Estonii, w prowincji Parnawa, w gminie Tori.